# Isabella de’ Medici
Isabella de’ Medici (ur. 31 sierpnia 1542 we Florencji, zm. 16 lipca 1576) – włoska arystokratka z rodziny Medyceuszy, księżna Bracciano.

## Życiorys
Była córką Kosmy I Medyceusza, pierwszego wielkiego księcia Toskanii, i Eleonory di Toledo. Była ulubioną córką ojca. Początkowo mieszkała z braćmi i siostrami w Palazzo Vecchio, a później w Palazzo Pitti. Jako dziecko większość czasu spędziła w domu przodków ojca na wsi, Villa di Castello. Kształciła się pod okiem koreperytorów. Od najmłodszych lat upodobała sobie muzykę, którą w dorosłym życiu używała jako środek do wyrażania siebie. Grała na lutni. Znała kilka języków: hiszpański, francuski, łacinę i grekę, pisała i mówiła po toskańsku. Śpiewała, zajmowała się poezją. Miała porywczy i impulsywny charakter. Była rudowłosa.
W wieku 11 lat została zaręczona ze starszym o rok Paolo Giordano Orsini, księciem Bracciano w południowej Toskanii. Było to małżeństwo polityczne, niosące za sobą sojusz z rodem Orsinich. Ślub odbył się w 1558 w Villa di Castello. Ojciec Isabelli, zaniepokojony rozrzutnością zięcia, postanowił zatrzymać córkę na dworze. Małżonkowie mieszkali osobno. Ojciec dał Isabelli większą swobodę w korzystaniu z posagu (40 000 scudi) niż było to wówczas zwyczajem.
W 1562, po śmierci matki, czasowo wypełniała obowiązki pierwszej damy Florencji, wykazując umiejętności polityczne. Sprowadzała do Florencji grupy śpiewacze specjalizujące się w mandrygałach.
Rzadko widziała się z mężem. Kilka razy poroniła. Córkę Francescę Eleonorę (znaną jako Nora) urodziła w 1571, a syna Virginio w 1572. Dzieci, szczególnie po śmierci ojca Isabelli, stały się osią jej konfliktu z mężem.
Świadoma zagrożenia ze strony męża, prosiła Katarzynę Medycejską o azyl we Francji. Zmarła niespodziewanie w willi Medyceuszy w Cerreto Guidi. Większość historyków zakłada, że została uduszona przez męża w odwecie za romans z jego kuzynem, Troilo Orsini. Romans rzeczywiście miał miejsce. Sam Paolo Giordano spotykał się wówczas w Rzymie z zamężną Vittorią Accoramboni, której męża również planował zabić, by ożenić się z Vittorią. Możliwe, że Paolo Giordano działał na polecenie Wielkiego Księcia Toskanii Francesco, brata Izabeli. Badaczka Elisabetta Mori twierdzi, że Izabela zmarła z przyczyn naturalnych, a informacja o śmierci z rąk męża to plotka rozprzestrzeniona przez wrogów Medyceuszy.
Duch kobiety miał pojawiać się w zamku Cerreto Guidi oraz w zamku Bracciano w Lacjum, niegdyś należącym do rodu Orsini.